# Federale districten van Rusland
Federale districten (Russisch: федеральные округа, federalnye okroega; enkv. федеральный округ, federalny okroeg) zijn binnen Rusland het hoogste bestuurlijke niveau. Elk federaal district bestaat uit meerdere federale deelgebieden.
Naast federale districten zijn voor economische en statistische doeleinden twaalf economische regio's ingesteld.

## Geschiedenis
Het systeem van federale districten is ingesteld op 13 mei 2000 door president Poetin teneinde de macht meer te centraliseren en daardoor meer grip te krijgen op belangrijke interne zaken, zoals het terrorisme. Het vormde onderdeel van een breder hervormingsprogramma waarbij de Federatieraad voortaan indirect werd verkozen, inspecties werden verricht naar federale staatsregelingen en regionale statuten en waarbij de president het recht verkreeg om de parlementen van deelgebieden te ontbinden en de regeringen van deelgebieden naar huis te sturen wanneer ze de federale wetten zouden overtreden.
Aanvankelijk werden er zeven federale districten ingesteld, maar na een verheviging van het aantal aanslagen door moslimterroristen in de Noordelijke Kaukasus begin 2010 werd het federaal district Noordelijke Kaukasus afgesplitst van het Zuidelijk Federaal District (dat oorspronkelijk ook de naam federaal district Noordelijke Kaukasus droeg). In 2014 werd een negende federaal district gecreëerd voor de Republiek van de Krim en Sebastopol die door Rusland geannexeerd waren. Het federaal district Krim werd in 2016 samengevoegd met het Zuidelijk Federaal District.

## Functie van de gevolmachtigde afgevaardigden
Elk federaal district wordt bestuurd door een presidentieel afgevaardigde, die met de titel 'gevolmachtigd afgevaardigde' wordt aangesproken en die wordt aangesteld door de president van de federatie. De officiële taak van de gevolmachtigde afgevaardigde is het houden van toezicht op de activiteiten van de federale diensten in de regio's, met name met betrekking tot het houden van de federale wetten. In de praktijk strekt de invloed van de gevolmachtigd afgevaardigde zich ver uit.
De gevolmachtigde afgevaardigden en hun functionarissen onderzoeken de schendingen van federale wetten en normen door overheidsdiensten van deelgebieden. Daarnaast overzien ze het proces van correctie op een dichtere schaal dan de federale instellingen in Moskou kunnen. Ze zijn om die reden belangrijk voor het hercentraliseren van de macht van de federale overheid zoals ingezet door president Poetin. De instelling van de federale districten moet het proces van het terugdringen van wetten en praktijken van de deelgebieden die ingaan tegen de federale wet ondersteunen. Als voorbeelden van dergelijke misstanden kunnen worden genoemd: het beperken van burgerrechten, autoritaire praktijken van gouverneurs of presidenten (bij deelrepublieken) van deelgebieden, het manipuleren van de militsia (politie) en het beheersen van de rechtsinstellingen door de overheden van deelgebieden, de nauwe controle over de journalistiek en het manipuleren van verkiezingen.
Tijdens de regering van Boris Jeltsin raakten federale diensten, met name justitiële apparaten in toenemende mate "gevangen" door de regionale overheden, iets wat door de Britse Ruslanddeskundige Richard Sakwa ook wel gesegmenteerd regionalisme (segmented regionalism) is genoemd. Om dit proces terug te dringen en daarmee te zorgen dat overheidsdiensten het werk doen waarvoor ze bedoeld zijn en niet onder de invloed geraken van machtige lokale elites met gevestigde belangen, zijn de gevolmachtigd afgevaardigden aangesteld. Om te voorkomen dat de overheidsfunctionarissen toch afhankelijk worden van lokale leiders zijn de gevolmachtigd afgevaardigden belast met het toezicht op een systeem waarbij de overheidsfunctionarissen worden gerouleerd tussen de deelgebieden.
De federale districten komen op veel plekken overeen met de zes militaire districten van de Binnenlandse Troepen (Vnoetrennië vojska) van het Ministerie van Binnenlandse Zaken (MVD) en het Ministerie van Defensie. Dit biedt gevolmachtigde afgevaardigden directe toegang tot de bevelstructuur van het militaire en veiligheidsapparaat. Dit zendt een heldere boodschap naar de regionale machthebbers van de deelgebieden dat ze samen dienen te werken met de federale overheid, wat de gevolmachtigde afgevaardigden sterkt in hun taak.

## Lijst van federale districten
|      |                                        |                 |                 |              |                     |
| Naam | Naam                                   | Oppervlak (km²) | Inwoners (2002) | Deelgebieden | Bestuurlijk centrum |
|      | Centraal Federaal District             | 652.800         | 38.000.651      | 18           | Moskou              |
|      | Zuidelijk Federaal District            | 427.800         | 16.141.100      | 8            | Rostov aan de Don   |
|      | Noordwestelijk Federaal District       | 1.677.900       | 13.974.466      | 11           | Sint-Petersburg     |
|      | Federaal district Verre Oosten         | 6.215.900       | 6.692.865       | 9            | Vladivostok         |
|      | Federaal district Siberië              | 5.114.800       | 20.062.938      | 12           | Novosibirsk         |
|      | Federaal district Oeral                | 1.788.900       | 12.373.926      | 6            | Jekaterinenburg     |
|      | Federaal district Wolga                | 1.038.000       | 31.154.744      | 14           | Nizjni Novgorod     |
|      | Federaal district Noordelijke Kaukasus | 170.700         | 8.933.889       | 7            | Pjatigorsk          |